# Karsten Kammholz

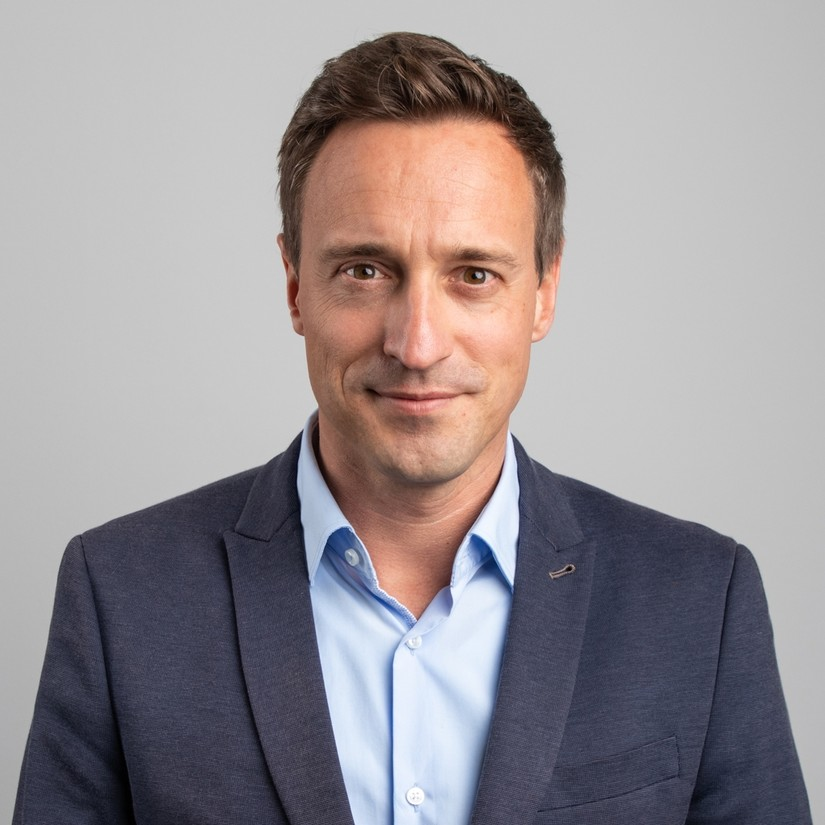
Karsten Kammholz (2020)

Karsten Kammholz (* 3. Januar 1979 in Neu-Delhi) ist ein deutscher Journalist. Er ist Chefredakteur des Mannheimer Morgen.

## Leben
Karsten Kammholz, geboren und aufgewachsen in Indiens Hauptstadt Neu-Delhi, verlebte seine Jugend an der schleswig-holsteinischen Ostseeküste. In Kiel, Leipzig und London studierte er Anglistik und Journalistik. Erste journalistische Erfahrungen sammelte Kammholz beim Evangelischen Presseverband Nord, beim Schleswig-Holsteinischen Zeitungsverlag (shz), bei Bild, Welt und beim ZDF.
Nach der Ausbildung in der Journalistenschule Axel Springer/Axel Springer Akademie wurde Kammholz 2007 Redakteur in der Gemeinschaftsredaktion Die Welt/Berliner Morgenpost. 2009 wechselte Kammholz zum Hamburger Abendblatt, wurde Politik-Reporter, später Leiter des Berliner Hauptstadtbüros. 2012 kehrte er als Verantwortlicher Redakteur Nachrichten zur Welt-Gruppe zurück und übernahm 2014 die stellvertretende Ressortleitung Politik. 2016 ging er als Stv. Chefredakteur zur Heilbronner Stimme und wurde im selben Jahr in die Chefredaktion der Funke Zentralredaktion in Berlin berufen. Seit September 2019 ist Kammholz Chefredakteur des Mannheimer Morgen. In seinem Podcast „Mensch Mannheim“ interviewte er in 100 Folgen bis 2024 Persönlichkeiten aus der Metropolregion Rhein-Neckar.
Seit 2023 ist Kammholz Lehrbeauftragter an der Technischen Hochschule Mannheim in der Fakultät für Gestaltung. Er lebt in Mannheim, ist verheiratet und hat zwei Kinder.

## Auszeichnungen
- „Axel-Springer-Preis für junge Journalisten“ 2007[8], 1. Preis in der Kategorie Lokale/Regionale Beiträge für Anschlag von der Hinterbank – Der Tag des Heide-Mörders, erschienen in: Berliner Morgenpost vom 26. November 2006
- Autor für das politisch-literarische EU-Projekt „Young Euro Connect“"[9] mit Lesungen u. a. in Berlin, München, Frankfurt, Paris, Warschau und Ljubljana, 2009 und 2011
- „Medienpreis Politik des Deutschen Bundestags“ 2012[10] (gemeinsam mit Volker ter Haseborg, Ulf B. Christen und Lars-Marten Nagel) für Feind, Todfeind, Parteifreund, erschienen in: Hamburger Abendblatt vom 29. Dezember 2011